# 阿比留草文字
阿比留草文字（あひるくさもじ）は、各地の神社において神璽や守符、奉納文などに用いられている文字である。神代文字の一つともされている。

## 概要
各地の神社において神璽や守符に用いられ阿伎留神社には神符の発行に用いられた版木が残されている。伊勢神宮に奉納された神代文字による奉納文の中では、最も多く用いられている。
また、幾つかの書体がある。
日本語の五十音に基本的に対応しているが、歴史的仮名遣いである為に濁音や半濁音を表す文字はなく、「ん」に相当する文字も存在しない。

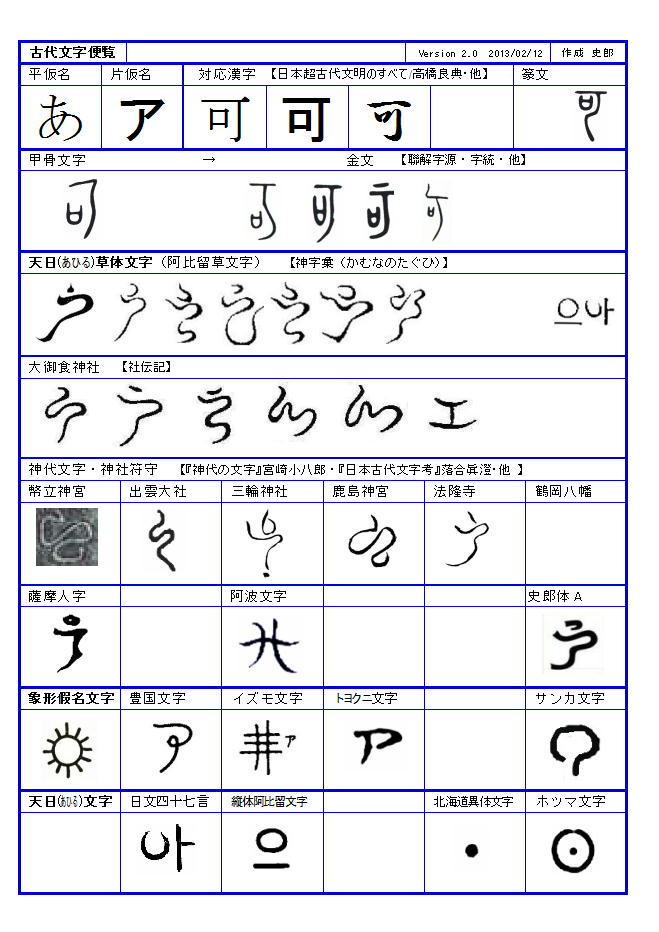
古代文字便覧 部分

阿比留草文字は、甲骨文字や金文によく似ているため、これらを基にした文字であるという説がある。古代文字便覧参照
阿比留家の文書に阿比留文字や対馬文字と共に書かれている事から、阿比留文字の草書体とする説が国学者の平田篤胤などによって唱えられたが、今日の研究では起源の異なる文字であると考えられている。
日本語学者の北里闌（きたざとたけし）は、阿比留草文字とフィリピン文字には類似した形と発音の文字があり、同系統ではないかと主張している。

## 史料
いわゆる神代文字の中でも、神道界に強い影響を与えた文字の一つである。
平田篤胤は『神字日文伝上』で、『釈日本紀』に「或乃川等字明見之」と述べられていた「肥人之字」について、阿比留草文字に「乃川」に見える文字が存在することを根拠として「神字の草書を肥國人の書るなること疑なく」と述べ、阿比留草文字こそが「肥人の字」であるとした。
神代文字研究家の吾郷清彦は「釈日本紀」に「此書（文字）今図書寮ニアリ。其ノ字体頗ル梵字二似タリ」という記述がある事から、この文字が阿比留草文字ではないかとしている。
清原宣賢（吉田兼倶の子）は『日本書紀抄』（1527年）において「其字形、声明（シャウミャウ）ノハカセ（墨譜と書く。声明の楽譜の事）ニ似タリ」と、神代文字の形を具体的に述べている。「節墨譜文字」という呼び名はここから来ている。
諦忍が1776年（安永5年）に著した『神国神字弁論』では、鶴岡八幡宮などに伝わる文字としている。また平田篤胤が1819年（文政2年）に著した『神字日文伝』では、鶴岡八幡宮のほかに鹿島神宮、大神神社、法隆寺、出雲大社など各地の寺社に伝えられるとしている。
『美社神字録』や、『かむことのよそあり』に採録される「大祓詞」では、阿波文字との混ぜ書きが用いられている。
『竹内文書』や『九鬼文書』（くかみもんじょ）にも阿比留草文字が登場する。